# モーリシャス文学
モーリシャス文学は、モーリシャスの作家による文芸作品を指す。モーリシャス・クレオール語（モーリシャス語）の他に、フランス語、英語、インド系の諸語で執筆されている。

## 歴史
モーリシャスは無人島だったため先住民がおらず、入植によって国作りが進められた歴史がある。オランダ（1597年）、フランス（1715年）、イギリス（1806年）によって入植が繰り返され、1968年に英連邦王国の1国として独立し、1992年に共和制へ移行した。
モーリシャスの文芸活動は、1810年以降にイギリス統治下で始まった。以前から暮らしていたフランス系の住民は文化的アイデンティティを宣言し、保護策が行われた。詩人や語り部は作品を発表し、モーリシャスの新聞にも掲載された。こうしてイギリスの統治時代にフランス語の文学が成立し、イギリス植民地文学がフランス語で書かれた。
奴隷制廃止後の19世紀末には英語話者のインド系住民が大半となり、20世紀には英語やモーリシャス・クレオール語（モーリシャス語）の作品も発表された。独立後はモーリシャス語、インド諸語、フランス語、英語が使われている。

## 言語、地理
インド洋の島国であるモーリシャスは、マダガスカルの東にあるマスカリン諸島に位置する。地理的にはアフリカに属しており、モーリシャス文学はアフリカ文学に含まれる。
モーリシャス住民の言語別人口は、2000年時点でモーリシャス・クレオール語（モーリシャス語）42万人、ボージュプリー語36万人、タミル語4万人、ヒンディー語3万5千人、ウルドゥー語3万４千人、中国語2万２千人、フランス語2万１千人、英語1千人となる。公用語はモーリシャス語、英語、フランス語となっている。
共通の話し言葉にあたるモーリシャス語は、フランス語系クレオール言語に属している。モーリシャス語の表記法は、話し言葉をもとにして考案された。モーリシャス語は、フランス語をもとにしながら、かつての宗主国の英語や、住民の多数を占めるインド諸語の影響を受けている。このため、カリブ海地域のフランス語系クレオール語とは異なる。作家でもあるデヴ・ヴィラソーミの研究では、モーリシャス語は文法的には英語に近い。モーリシャス語をクレオール語ではなく国語として扱い、モーリシャス語の確立を目指す運動もある。

## 作品の形式とテーマ

### 詩
19世紀の詩人Léoville L’Hommeは高踏派の影響を受けた詩を発表した。Robert Edward Hartは高踏派や象徴派から着想を得た神秘的な作風で知られ、20世紀前半に最も注目される作家の一人となった。マルコム・シャザルはアンドレ・ブルトンらと交流してシュルレアリスムの作家としても認められた。
Loys Massonはフランスへ亡命し、第二次世界大戦ではドイツに対するレジスタンス詩人として活動した。Édouard J. Maunickは流罪になり、ラジオ放送、新聞記者、役人をへて詩人となった。Maunickは言葉や事物をきっかけとして同心円状に作詩するという独自のスタイルを持つ。アビマニュ・アヌヌスは詩人、小説家、劇作家でヒンディー語で執筆し、サトウキビ農園をテーマにした詩「サボテンの歯」などがある。

### 小説
初期の作家に属するClément Charoux、Arthur Martial、Savinien Mérédacらはモーリシャスの日常を題材としてフランス語で執筆した。ディープチャンド・ビーハリー（Deepchand Beeharry）はヒンディー語と英語が堪能で執筆には英語を使い、小説『That Others Might Live（他者が生きられるよう）』（1976年）が代表作として知られる。この作品では、出身や目的が異なるインド人が年季奉公の労働者や宣教師となってモーリシャスで送る人生を描いた。インド系住民のルーツは年季奉公労働と関係があり、ビーハリー以降の作家であるアナンダ・デヴィ、ナタシャ・アパナー、バーリン・ピムトゥらも同様のテーマで小説を発表している。
マリー・テレーズ・アンベールはフランスで教員として暮らしながら執筆し、モーリシャス社会で嫌悪されていた双子の出生をテーマとする『A fautre bout de moi』（1979年）で人種や階級の対立を描いた。
南アフリカ出身のリンゼイ・コレンはモーリシャスに移住してから作家活動を始め、英語とモーリシャス語で執筆をする。女性や労働者の現実をテーマとしており、『The Rape of Sita』（1993年）はオレンジ賞の最終選考に残る評価を得た。コレンは政治団体ラリットを夫と設立し、モーリシャス語とボージュプリー語を母語とするための運動や、識字教育、翻訳コンテストを行っている。
ジャン＝マリ・ギュスターヴ・ル・クレジオはモーリシャス人の家系に属しており、モーリシャスの作家を自認している。ル・クレジオの作品にはモーリシャスを舞台にした『隔離の島』（1995年）や『アルマ』（2017年）もある。

### 戯曲
デヴ・ヴィラソーミはモーリシャス語を国語として提唱し、モーリシャス語で執筆した。政治家となったのちに投獄されながら執筆した『やつ（Li）』（1972年）は、独立直後のモーリシャス社会を描き、フランスで開催されたアフリカ演劇大会で第1位を受賞した。ヴィラソーミはシェイクスピアの作品をモーリシャス語に翻訳しており、その過程で『テンペスト』の登場人物キャリバンに関心を持ち、『あらし（Taufann）』（1991年）ではシェイクスピアをモチーフにした。

## 出版
モーリシャスは多民族、多言語国家であり、作家にとって使用言語、題材、読者の課題がある。日常会話で最も多いのはモーリシャス語だが、その言語を文字として出版した場合の読者数が問題となる。国外の読者を対象とするなら、モーリシャス語からの翻訳も必要となる。モーリシャスの作家は、モーリシャスで育ち英語やフランス語で創作する者や、イギリスやフランスで学んでその地に移住して国外で創作する者もいる。英語の作家は少なく、出版の機会も限られている。ビーハリーやアヌヌスなどインド諸語で書かれた作品やインド系作家の作品はデリーでも出版される場合がある。
デヴ・ヴィラソーミの『やつ』（1972年）は国内ではリハーサルも禁止され、21世紀に入ってから上演が可能となった。リンゼイ・コレンの『The Rape of Sita』（1993年）は国外で高く評価されたが、国内では出版禁止となった。

## 主な作家
- マルコム・シャザル（英語版）（1902年-1981年）
- ディープチャンド・ビーハリー（Deepchand Beeharry）（1927年-2010年）
- アビマニュ・アヌヌス（英語版）（1937年–2018年）
- マリー・テレーズ・アンベール（フランス語版）（1940年-）
- デヴ・ヴィラソーミ（1942年-2023年）
- リンゼイ・コレン（英語版）（1948年-）
- アナンダ・デヴィ（フランス語版）（1973年-）
- ナタシャ・アパナー（フランス語版）（1973年-）